# Cultura hip hop

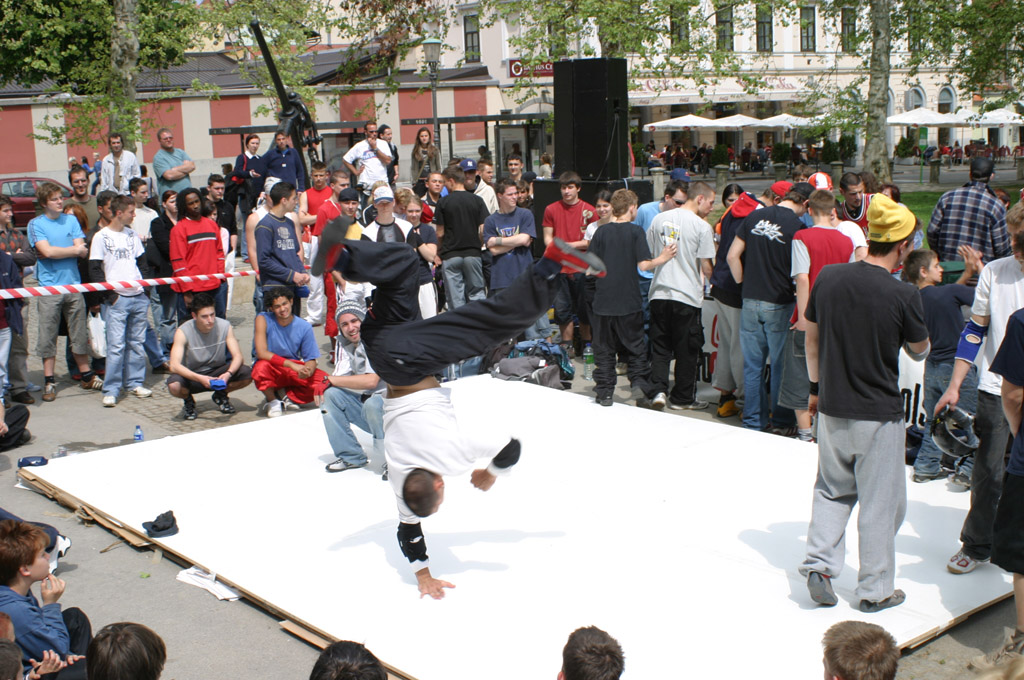
Breakdancer la Ljubljana.

Cultura hip hop a început în cartierul Bronx din New York, printre populația neagră și latină, la începutul anilor 1970, și de atunci s-a răspândit pe tot globul. Cele patru elemente principale ale culturii hip hop sunt MCing (rap), DJing, graffiti și breakdance. Unii consideră beatboxing-ul ca al cincilea element de hip hop. În massmedia, hip-hop se referă de obicei numai la muzica produsă de cultura hip hop.

## Hip-hop
Muzica hip-hop, care se poate recunoaște prin accentul pus pe ritm și includerea frecventă a rap-ului, a rezultat din melanjul dintre muzica jamaincană și cea americană, de către imigrantul DJ Kool Herc, la petrecerile sale care au început în anul 1970. Herc avea să difuzeze discurile funk cerute de public, dar a inventat beat-ul de hip-hop prin izolarea break-urilor (partea cântecului numai cu bateria) de restul melodiei. În timp ce din această muzică s-a dezvoltat o întreagă cultură, muzica în sine a cunoscut o epocă de aur, în perioada 1986-1993.

### Rap
Cel mai vizibil rol din cultura hip-hop de azi este cel al MC-ului (Master Ceremony—Maestru de Ceremonii ). MC-ul întreține publicul prin rap (rime puse pe ritm). Cu originile în toasting, din Jamaica, rapul s-a dezvoltal drastic de la introducerea sa în cultura hip-hop de către Kool Herc și DJ Hollywood în anii '70. Primul MC autentic a fost Coke La Rock. Rapul a evoluat în timp datorită multor pionieri cum ar fi: Melle Mel, Kool Moe Dee, Schooly D, Run DMC ș.a.

### DJing
Deși hip-hop-ul nu a inventat noțiunea de DJ, i-a extins limitele și i-a diversificat tehnicile. Primul DJ de hip-hop a fost DJ Kool Herc, care a creat muzica hip-hop prin izolarea break-urilor (partea melodiilor care se concentrau doar pe ritm). Pe lângă îmbunătățirea tehnicilor lui Herc, DJ ca Grandmaster Flash, Grandmaster Theodore și Grandmaster Caz au făcut inovații mai departe prin introducerea scratch-ului.

## Beatboxing
Beatboxing-ul, inventat de Doug E. Fresh, considerat de mulți al cincilea element hip-hop, este o percuție vocală a culturii hip-hop. Este legat de arta creării ritmurilor și melodiilor, folosind gura și corzile vocale umane. 
Această artă s-a bucurat de popularitate în anii '80, prin artiști ca Fat Boys și Biz Markie care își etalau talentul la beatboxing. La sfârșitul aceluiași deceniu a decăzut odată cu breakdance-ul și aproape că a dispărut și din underground. Beatboxing-ul a cunoscut o revitalizare la sfârșitul anilor '90, marcată prin lansarea albumului Make the Music 2000 de către Rahzel de la The Roots (cunoscut pentru performanța de a cânta în timp ce face beatbox). Internetul a ajutat considerabil renașterea beatbox-ului modern - la un nivel global nemaivăzut - cu mii de practicanți din peste 12 țări interacționând pe Humanbeatbox.com
Beatbox-ul s-a întins recent dincolo de scopul inițial (imitarea "beat box-urilor" pentru a crea beat-uri de hip hop) spre alte forme. Este acum practicat ca o formă de drum & bass uman. Aria de sunete ce pot fi produse de corzile vocale ale omului sunt uluitoare, mai ales pentru cei nefamiliarizați cu această practică muzicală.

## Breakdance
Breakdance-ul, cunoscut și ca B-boying sau B-girling, este un stil de dans foarte complex care contine de la cele mai dificile elemente de acrobatie la sol pana la cele mai fine miscari de balet,este un stil în care inveti sa-ti controlezi corpul si temperamentul pana la cele mai mici detalii. Termenul de breakdancer provine de la dansatorii de la petrecerile lui DJ Kool Herc, care își păstrau cele mai bune mișcări pentru break-urile din melodii. Breakdance-ul este un element important al culturii hip-hop, fiind asociat adesea cu diferite stiluri de funk, care au evoluat independent în New York la sfârșitul secolului XX. Era ceva obișnuit în anii 1980 să vezi un grup de oameni cu un radio pe un teren de joacă sau de baschet, sau pe trotuar, executând un spectacol de breakdance pentru un public numeros.
În timp ce breakdance-ul în forma sa actuală a început în Bronx-ul de Sud odată cu celelalte elemente hip-hop, este asemănător cu (și este posibil să provină din) Capoeira, un stil de dans/arte marțiale, care a fost dezvoltată de sclavi în Brazilia.
"Hip-hop" ca o formă de dans devine din ce în ce mai popular. Acesta provine din breakdance, dar nu constă numai în mișcări de break. Spre deosebire de majoritatea formelor de dans, care sunt cel puțin vag structurate, dansul hip-hop are foarte puține (dacă are) limitări în ceea ce privește pașii și mișcările.

## Graffiti
Graffiti, o ocupație de când lumea, are o semnificație specială pentru hip-hop ca unul dintre elemente. A început ca un mod de tagging pentru găști. În timp, graffiti a evoluat artistic și a început să definească estetica zonelor urbane. Multe trupe de hip-hop s-au făcut renumite prin graffiti-ul lor, cum ar fi Black Spades.

## Legăuri externe
- en  Rap.about.com Arhivat în 18 martie 2006, la Wayback Machine. - Resurse despre cultură hip-hop
- ro  4Elemente.RO - Revista online de cultură hip-hop
- ro  Hip Hop Dance Romania Arhivat în 18 iunie 2013, la Wayback Machine. - Site online despre cultura street dance